# Azor et Sadok

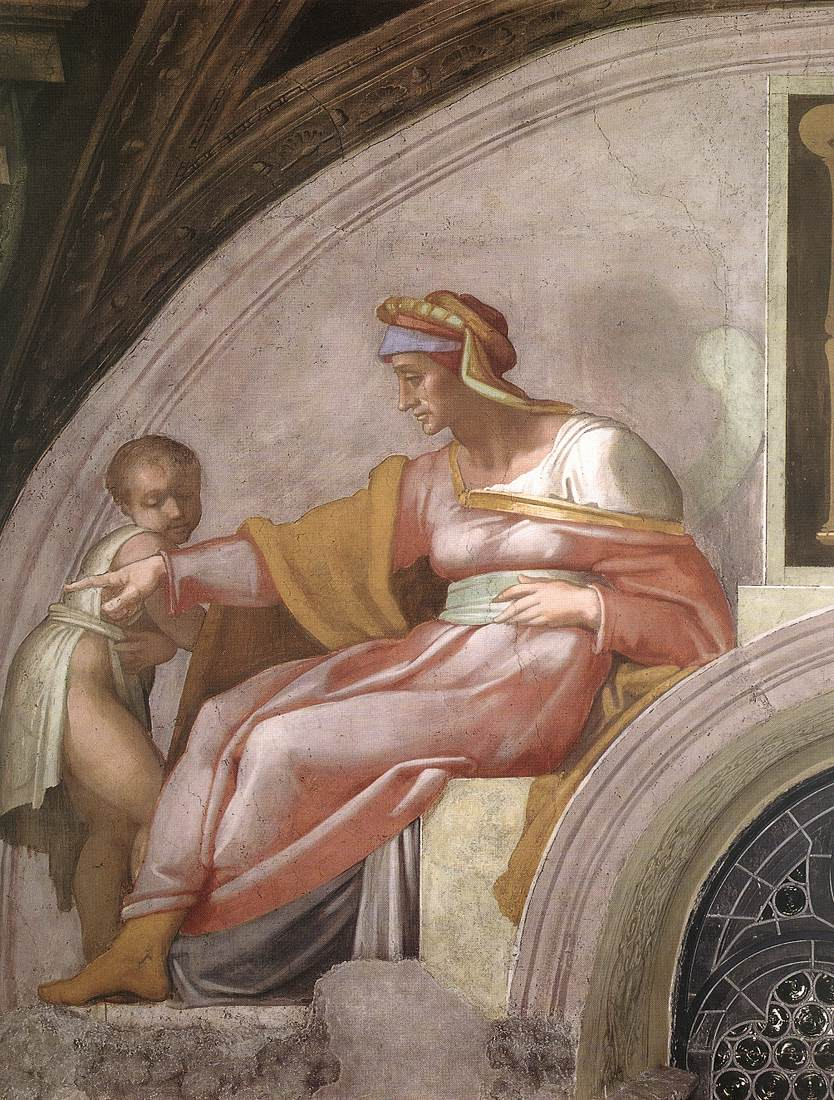
Détail.

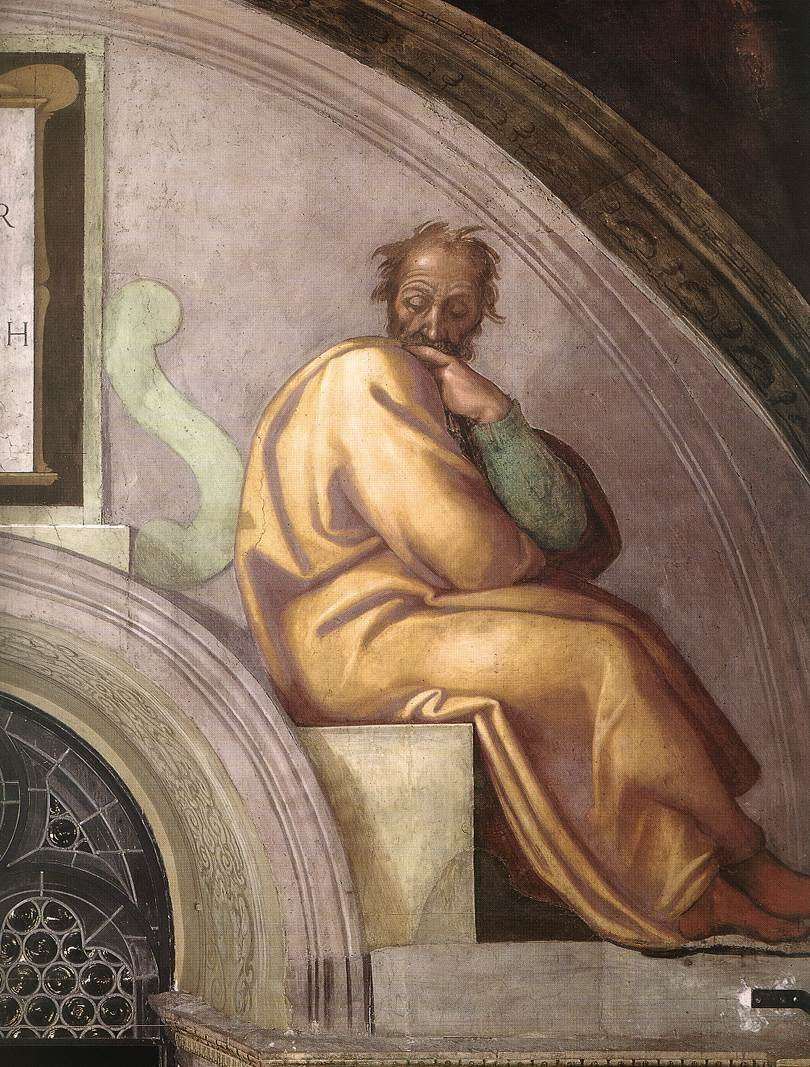
Détail.

La lunette d'Azor et Sadok a été réalisée à fresque par Michel-Ange vers 1508 et fait partie de la décoration du mur du fond de la chapelle Sixtine, dans les musées du Vatican à Rome, dans le cadre des travaux de décoration de la voûte, commandés par Jules II.

## Histoire
Les lunettes, qui contiennent la série des Ancêtres du Christ, ont été réalisées, comme le reste des fresques de la voûte, en deux phases, à partir du mur du fond, en face de l'autel. Les derniers épisodes, d'un point de vue chronologique, des histoires ont donc été les premiers à être peints. À l'été 1511, la première moitié de la chapelle devait être achevée, nécessitant le démontage de l'échafaudage et sa reconstruction dans l'autre moitié. La deuxième phase, qui a débuté en octobre 1511, s'est terminée un an plus tard, juste à temps pour le dévoilement de l'œuvre la veille de la Toussaint 1512.
Parmi les parties les plus noircies de la décoration de la chapelle, les lunettes ont été restaurées avec des résultats étonnants en 1986.
La lunette d'Azor et Sadok est probablement la quatrième à être peinte par Michel-Ange.

## Description et style
Les lunettes suivent la généalogie du Christ à partir de l'Évangile de Matthieu. Azor et Sadok sont représentés dans la dernière lunette du mur gauche.
Un groupe de personnages est représenté sur chaque moitié, entrecoupé du cartouche avec les noms des protagonistes écrits en capitales romaines : « AZOR / SADOCH ».
L'identité des personnages est totalement incertaine et il reste très difficile d'établir lequel est Azor et lequel est Sadok. À gauche, une femme assise indique du doigt quelque chose à un enfant, peut-être en train d'écrire et de dessiner, et qui semble se retourner avec une certaine lenteur. La pose de la femme est naturelle et composée d'un jeu de torsions entre les jambes, les épaules et la tête. Sa robe est rose, avec des tons lilas, bordée de jaune à l'encolure et nouée à la taille par une bande verte ; une cape jaune pend à son bras gauche. L'étrange coiffe comporte plusieurs bandeaux colorés et un voile. Le visage a une ligne de contour rouge, qui a été définie à la pointe du pinceau.
Sur la droite, un homme mûr et solitaire, au visage sillonné de rides profondes, est plongé dans une expression réfléchie, avec les sourcils relevés qui font plisser son front ; son visage est tourné vers le spectateur. Enveloppé étroitement dans un manteau ocre jaune, un de ses bras, dont la main tient son menton, soulignant la pose méditative, a une manche verte. Lumières et ombres façonnent avec assurance la plastique de son corps, faits de coups rapides, même sur le visage. Certains y ont vu un autoportrait idéalisé de l'artiste.